# かげろふの日記
『かげろふの日記』（かげろうのにっき）は、堀辰雄の中編小説。全8章から成る。平安時代の女流日記『蜻蛉日記』を原典にした作品である。愛されることはできても、愛することを知らない男に執拗に愛を求めつづけ、その不可能を知るに及び、せめてその苦しみを男に解らせようとするが、遂にはそれにも絶望し、自らの苦しみの中に一種の慰藉を求めるにいたる不幸な女の物語。堀が日本古来の王朝女流文学に深い傾倒を示した作品群の一作目にあたり、リルケ体験を通して日本の古典文学を現代に蘇らせて、「恋する女の永遠の姿」を描いている。また、『聖家族』などに見られる「苦しめ合う愛」のモチーフも見受けられる作品でもある。

## 発表経過
1937年（昭和12年）、雑誌『改造』12月号（第19巻第14号）に掲載された。単行本は1939年（昭和14年）6月3日に創元社より刊行された。刊行の際に若干の改稿がなされ、初出の発表誌では、冒頭に「無名の女」から「＊＊＊様」に宛てた、600字ほどの献げる言葉が置かれていたが、単行本刊行の際に削除されている。
なお、続編（「ほととぎす」）は、1939年（昭和14年）、雑誌『文藝春秋』2月号（第17巻第3号）に掲載され、上記の単行本に同時収録された。のち1946年（昭和21年）7月15日に養徳社より刊行の『曠野抄』の収録された。

## 作品背景
堀辰雄は、フランス文学の伝統を日本の近代文学に加味したとされる作家であるが、その一方で、日本古来の王朝文学にも深い傾倒を示し、一連の王朝ものと呼ばれる作品群を残した。信濃追分（追分宿）の油屋旅館にこもって書かれた『かげろふの日記』は、その第一作にあたり、平安時代の女流日記『蜻蛉日記』を原典として創作された作品である。
堀は1936年（昭和11年）の11月に『風たちぬ』の「冬」の章を書いた後、最終章が書けずに信濃追分で越冬し、翌1937年（昭和12年）春から、『更級日記』、『伊勢物語』、『蜻蛉日記』や、折口信夫の『古代研究』を読みながら、『かげろふの日記』を9月から書き始めた。11月には折口信夫の講義を聴講するなどし、11月中旬に脱稿された。この直後に旅館が全焼し、軽井沢の川端康成の別荘を借りて、『風たちぬ』の最終章「死のかげの谷」が書き始められた。
なお、『かげろふの日記』には、続編の『ほととぎす』があり、執筆動機が言及されている「七つの手紙」が序として、共にまとめられている。「七つの手紙」は、1938年（昭和13年）、雑誌『新潮』8月号に「山村雑記」の題で掲載されたもの。のちの妻となる加藤多恵子に宛てた書簡である。

## 主題
堀辰雄は、リルケが『マルテの手記』で記した「常にわれわれの生はわれわれの運命より以上のものである事」というイデーに導かれて『風たちぬ』を執筆して以来、その「私に課せられてゐる一つの主題」の発展が、『蜻蛉日記』の主人公・藤原道綱母を取り上げることによって可能であると考え、そこに「恋する女たちの永遠の姿」を発見する。リルケを通じて、「愛に生きる女たち」の生のかたち、女たちの生き方に感動した堀は、日本の王朝女流日記の作者たちにもそれに類似した「生のかたち」があることに思い至たった。
『かげろふの日記』にまつわる話として、堀は『蜻蛉日記』について以下のように語っている。
堀は、愛する弟モオリスのために自分は虚しい生涯を送った聖女ユウジェニイ・ド・ゲランの日記『ユウジェニイ・ド・ゲランの日記』に対するリルケの思いを、日本の王朝女流文学を原典とした自らの『かげろふの日記』の中に蘇らせようとした。
また堀は、『蜻蛉日記』の持つ特徴として、作者がその折々の「苛ら苛らした気もち」を、その折々の気もちのままに構わずに誇張して、その前後と少し辻褄の合わないことがあっても一向に意に介さない点を挙げながら、『蜻蛉日記』の作者が、すべてを「論理的秩序（logical order）」によっては書かずに、「心理的秩序（psychological order）」によってのみ書いていることを指摘し、そこには、この日記独自のちゃんとした統一がおのずからあるため、それを生かそうとすれば、もはや自分の手を入れる余地がなどはどこにもないくらいであったことを顧みている。
よって、最初に「変にくどくどして」いると感じた古典の原作を、新しい視点を加えて整理し、「小説的秩序」を与えるつもりだったが、整理すればするほど王朝の香りが消えてしまうし、そうかと言って、リルケ流の愛の女に作り直すわけにもいかず、虻蜂取らずになってしまったことを反省し、以下のように語っている。

## ヒロイン「藤原道綱の母」
『かげろふの日記』の原典である『蜻蛉日記』の作者・藤原道綱母は、美貌の誉れ高い平安中期の女流歌人であり、関白太政大臣・藤原兼家と結ばれ、一子・道綱を儲けたが、兼家には次々と愛人ができ、常に愛情のもつれからくる苦悩を味わうこととなった。『蜻蛉日記』はこの間の事情を文学的にまとめたもので、日本の文学史上に不滅の足跡を留めた。
『蜻蛉日記』の中には、以下のような一文があり、『かげろふの日記』の冒頭にも付されている。

## あらすじ
時代は平安時代
その一
もはやこの世に何の為す事もなく生きながらえ、顔立ちだって人並でなく、これといった才能もあるわけでないから、こんな風にはかなく暮らすのも、もっともなことだとは思うもの、ただぼんやりと明け暮らすままに、世の中に多い物語など手に取って読んでみると、ずいぶんありふれた空言さえ書いてあるから、自分の並々ならぬ身の上を日記につけて見たら、珍しがってくれる人もあるかもしれず、それに、私のようにこんなに不幸せになったのは、あまりに女として思い上がっていたためであろうかどうか、世間の人々がその例にもするがよいと思う……と考えて、ある女人が自分の半生を振り返り、一昔前の出来事から綴ってゆく……。
10何年も前の初夏、柏木と呼ばれていた「あの方」（藤原兼家）が「私」（藤原道綱母）に文（恋文）を寄こした。最初のうちは私の方ではそれほど熱心にもなれなかったものの、やがて秋近く、私はあの方を通わせすることになり、あの方は何を措いても、ほとんど毎夜、私の許へ通うようになる。10月になり、「私の父」（藤原倫寧）が陸奥守に任ぜられ奥州に下り、父との別れに気落ちしていた私は、その頃あまりあの方に馴れておらず、会っている時もただ涙ぐむばかりだった。あの方はそんな私をかえって愛しがられ、「一生お前の事は忘れまい」と誓うが、果して人の心など頼みになるのやらと、私は何となく行末が不安であった。
それでも父親と別れ頼る身のない私は、いよいよあの方を頼る外なく、翌年の夏にあの方との男児・道綱を産む。その頃はあの方も私に一番親切にしていた頃だった。ところが9月になり、どこかの女からの手紙が手筥にあったので、私はわざとそれを読んだと分かるようにしておくが、あの方はそれを少しも気にも留めず、小路の女の許へ通いはじめた。嫉妬した私はあの方が帰ってきても戸を開けさせないこともあった。それからも、あの方は折々私の家へ来ていたが、やがてその女の方にばかり行くようになり、向こうの女も私に対抗心を燃やし、小憎らしい手紙を寄こしたりした。
そんなふうに、あの方が私から離れがちになっている間も、私の家はちょうど、あの方が内裏から退出になる道筋にあたっていたので、夜更けにしばしばあの方が家の前を通りすぎる時の音が、いくら聞くまいとしても、目覚めがちな私の耳に入ることがあった。何とかしてそれを聞きたくないと思いながらも、その一方で、あの方が咳をしながら、だんだんとその咳と共に遠のいていくのを、いつのまにか私はそれを追うように、耳をそばだてていた。
その二
幼い道綱が片言まじりに物が言えるようになり、あの方が帰る時の言葉を真似て、「又ね…又ね…」と歩きまわったりしているが、人手の少ない家の庭は次第に荒れ放題になった。そんな私に、まだお若いのだからと再婚を勧めてくれる人もあった。それでも、あの方は「おれのどこが気に入らないのだ」と少しも悪びれず、私はどうしていいかと思いあぐね、何とかしてこの胸の苦しみを解らせることができないものかと思うが言葉も出なかった。ときどき思い出したようにやって来るのなら、もういっそのこと全く来なくなる方が苦しみも消えどんなにいいかしれない、と私が考えている時にかぎって、意地悪くまたあの方はひょっこりと顔を見せるのだった。
一方、小路の女のところでは子供が生まれたが、あの方はその女の許へあまり行かなくなったという噂だった。その女が憎い憎いと思いつめ、「私の苦しみをそっくりそのまま味わわせてやりたい」と考えていた私は、それが叶いそうな上に、その女の生まれたばかりの赤ん坊が突然死んだと聞いて、「まあ何ていい気味だろう、私の苦しみよりも余計に苦しんでいるだろう」と、胸のうちがすっぱりとしたくらいだった。そんな心の暗部を書きつけるのを私はためらうが、こういう部分にかえって生き生きとした人の心の姿が現れていると思い、「この私」というものをすっかり分かってもらうために、やはり何もかも日記につけておきたいと考える。
数年が空しく過ぎ、私はどこともなしに苦しくてたまらなくなる。側近の者たちがいろいろと気づかい、護摩なども試みさせるが一向その効力はなかった。だが、あの方は見舞いもせず、立ち寄っても、ただ車から「どうだ」と声をかけるだけで、新築中の邸をそのうち見せてやろうとは言うが、私は「生きているのかどうかも分かりません」とだけ返事をした。やがて私は回復するが、その間にあの方たちは新築した邸宅の方へ移住し、私だけは思った通り、このままここにこうしておればよいという事になった。私は雪を眺め、死ぬばかりだった日々を思い出しながら、「ああ、雪だったら、いくら積ってもやがてまた消えていってしまえるのだ。それなのに、私は一生のうちにたった一度の死期をも失ってしまったような…」と悔やんだ。
その三
道綱が15歳になったころ、珍しくあの方が顔を見せるが、またそのままずっと来なかった。私は前より一層憂鬱になり、死にたいと言うばかりになったが、あとに1人残る道綱がどんな思いをしてさすらう事になるかを考え、それも出来なかった。「まあ、形でもかえて、世を離れたらと思うのだけれど」と私が独り言のように言うと、まだ深くは分からない道綱も悲しそうに、「そうおなりになったら、まろも法師になりとうございます」と目に涙をいっぱい溜めている。私はそれを見て、その話を冗談にしてしまおうと、「そうなって鷹も飼えなくなられたら、どうしますか」と訊くと、道綱はいきなり立ち上っていって、自分の飼っている鷹を籠から出して矢のように放してしまった。それを傍で見ていたもので泣き出さないものはなかった。
道綱が16歳になり、ある8月の夕方、突然あの方が顔を見せ、道綱を側に引きよせて、何かひそひそと耳打ちし、「おれの心もちはちっとも変らないのに、それを悪くばかりとるのだ」などと私のことを言っていた。それから、しばしば顔を見せていたが、道綱の元服がとどこおりなく終わってしまうと、また以前のように音沙汰がなくなった。12月の降りしきる雨を見つめ、私は昔のことを思い出し、「自分が心待ちにしていたすべての事と今の自分とは何というひどい相違だろう」などと考え続ける。
やがて灯し頃となり、南面にいる私の妹のところへはこの頃通って来る男人がいた。こんな雨なのに…と独り言のように私が言うと、前に坐っていた古女房が、「昔の殿でしたら、これ以上の雨にだって、御いといなさらずにいらっしゃったものですのに」と少し涙ぐんで応えた。私はじっと無言のままでいたが、そのうちにふいと何か熱いものが頬を伝い出したのに気づき、「思ひせく 胸のほむらは つれなくて 涙をわかす ものにざりける」と思わず口をついて出たままを口の中で繰り返し、繰り返ししていた。
その四
この頃あの方は、ずっと「近江」という女のもとへ通い詰めだという噂だった。そんなある日、あの方はまた思い出したように手紙を寄こすこともあり、私が素っ気ない返事をやっても平気な様子で、何事もなかったかのように、縫物などを持って来させて、「これを仕立ててくれ」などと言ってよこした。だが、私はそれを縫うことなく、そっくりそのままそれを返した。京に戻って来ている父の許へ行った私は、道綱も側に呼んで、いよいよ長い精進を始めた。私は、「どうぞ思い切って死なせて、菩提をかなえさせて下さいませ」などと、少し涙ぐみながらお勤を続けた。
尼に対して非難めいたことを言っていた一昔前の私はどこへ行ってしまったのだろう、こうまで果敢ない人生にどうしてあんなに気強い事が言えたのかと、私は昔の自分のそんな無信仰が悔やまれていた。物忌も果てたので私は家に戻ったが、ある日あの方の召車がいつものように仰々しく前駆させながら近づいて来た。私の側近の人々は、殿がいらしたと騒ぎ出し、私も知らぬ顔でお勤を続けながらも、内心胸をときめかせていた。だが、やっぱりあの方は私の家の前はそのまま通り過ぎるだけだった。私は心の中で、いままでについぞ覚えた事のないような、激しい怒りにも似たものを涌き上がらせていた。
その後あの方が手紙をさし入れたりしたが、私が家に戻っていたのを気づいていたはずを、ごまかしたような文面に私を腹立てた。こんな風にときどき思い出したように何か気安めみたいな事を言って来ると、反って私には辛くってならなかった。「不意にでもあの方にやって来られて、またこの前のように侮やしい事もないとはかぎらない。こんな私なんぞは、いっその事これっきり何処かへひそかに身を引いてしまった方がいいのではないかしら」と私は決意し、西山の寺へ引きこもることにした。あの方は、「まあ何処へ行くのだか知らせてくれ。とにかく話したいことがある」と書いてよこしたが、それが一層せき立てるように私を西山へと急がせた。
その五
はるばると山路を辿り、夕方に私はある淋しい山寺に着いた。湯に入り、御堂へ行こうと思っていると、里の方から人が駆けつけ、殿（あの方）の「迎えに行く」という知らせを持って来た。その夜、あの方は私を迎えに来て、門のところに車を止めたが、私はどこまでも自分を守り通して拒絶したので、あの方もとうとうそのまま帰っていった。道綱がしきりに気にしたため、私はあの方への手紙を持たせて京へ立たせてやった。「大へん頭が痛みますので、いますぐ帰ることも難しいかと思われますが――」と、そんな事を書いて、その端に、「途々も、昔御一緒に参ったことのあるのを思い出しながら参りましたが、ほんとうにあなた様の事ばかりお思い申し上げているのです。やがてわたくしもここを下ります」と書き添えておいた。
そのうちほどなく身が穢れになったので、私はその間だけ、寺から少し離れたあるみすぼらしい山家に下りている事にした。私は物思いにふけり、「自分の死後は、道綱が、他には力にすべき人もいないのでさぞ世間にも出にくいだろう、それにこうして精進している自分と同じような粗末な物をばかり食べさせているので、この頃はよく喉にも通らぬらしいのを見るのが自分には辛くてしようがない」と考え続けながら、こんな辛い思いをし、また子供にまでそうさせて、こうして自分が気安くしているのかと思うと、遂にはその気安さそのものさえ自分を苦しめ出してきて、「ああ、私は一体どうしたらよいのであろうか」と思い悩んだ。
ある朝、私は道綱に無理に「お魚でも召し上っていらっしゃい」と言いつけて、京へ立たせてやった。途中で雷雨に遭い、道綱は心もち蒼い顔をしたまま、あの方から手紙を托せられ帰って来た。手紙には、「もし、たまたま山を出られる日があったら前もって知らせてくれ。迎えに行こう。何だかもうそちらで私の事なんぞはすっかりお見棄てらしいから、こちらから近寄るのはすこし怖い」などと書いてある。私はそれを貧ぼるように読んでしまうと、すぐ何でもないようにそれをそのまま打棄てて置いた。それから2、3日後、道綱が返事の手紙をしきりにせびるので、しまいには道綱が可哀そうになり、何を書いたのやら自分でも思い出せないような事ばかりを書いて持たせてやった。
再び同じ時刻に突然夕立となり、激しい雷雨に打たれた木々が苦しみもだえるような身ぶりをしているのを、私はときどき顔をもたげては、怖々じっと見入っていた。そうして私は、もし自分が本当に苦しむことを好んでいるのだったら、こんなに何も怖がりはしないだろうにと、だんだん長いことそれを見つめ出していた。時おりそんな目のあたりを、稲光りとともに、どこかの山路で怯えている道綱の蒼ざめ切った顔が一瞬間閃めいて過った。……そのうちに、私はそれにもめげずに、じっと空中に目を注いだきり、いつか知らず知らずの裡に自分自身をその稲光りに浴びせるがまま任せ出していた。あたかもそうやって我慢をしている事だけが自分のもう唯一の生き甲斐でもあるかのように。
その六
ある日の昼頃、突然、関白殿の子息の兵衛佐などが私のいる山寺を訪れた。兵衛佐は、「このまま殿がお絶えなされるなどという事があるものですか。どうしてそう、おひがみなされるのか、私共にはわかりませぬ。殿もこちらへ参ったらよく言って聞かせてやってくれなどと仰せられていました」と私を慰めた。「いずれそのうちここからは出るつもりなのですけれど――」と私がいつになく、つい気弱な返事をすると、「それなら同じ事ですから、今日お出になりませんか」などと道綱の事まで持ち出して熱心に口説くが、私はじっと思いつめ出したようなったので、兵衛佐もとうとう諦め、夕方になると帰っていった。
数日後、京で留守居をしている人から、今日あたり殿が迎えに来るという連絡があった。私は強情を張ろうとするが、ちょうどその日、田舎から上洛して来た私の父親が、京へ着くなりその足ですぐ山寺の私の許にやって来て、「だいぶ弱られたようだな。もうこの上はなるべく早く出られた方がよいだろう。今日出る気があるなら一緒に出ようではないか」と言った。私はどう返事のしようもなく、途方に暮れてしまったので、父は「じゃ、また明日でもやって来て見よう」と言い残して急いで下山した。
それから数刻と立たないうちに、大門の外に突然人のどよめきがし、あの方が入ってきた。今度はあの方も遠慮せずに、ずんずんと上がってきて、そこいらに散らばっていた物を自分で取り集められ出し、それを車の中へみんな入れさせた。私が呆れて物も言えずにその様子を見ていると、人々は互に目配せしながら、笑みを含んで、そういう私の方を見守っていた。「こうしてしまったら、ここをお出でになるより外はあるまい。まあ、御仏にもよく訳を申し上げるとよい、それが作法のようだから」などと、あの方は冗談を言い、道綱も「早くなさいませ」と私の手をとって、いまにも泣きそうにしていた。こうなってはもうどうにもしようがないと思い、私は山寺を出ていった。
やっと家に着いたのは、もう亥の刻にもなっていた。夜も更け、もう真夜中近くになった頃、あの方が急に気づいたように、「どちらが方塞がりにあたるか」と言い出し、「ともかくも、一緒にどこかへ移ろうじゃないか」と私を促す。私は、「まあ、こんな事ってあるものかしら」と胸のつぶれるような思いに身を任せ、やっと、「また他の日にいらっしゃいませ。ほんとうに方がお明けになってから入らっしゃるとよかったのですのに」と言った。あの方も、「例の面白くもない物忌になったか」とぶつぶつ言いながら、辛そうな後ろ姿で真夜中近く帰っていった。翌朝、いつもに似ず心がこもっているふうな手紙を、あの人はよこしたが、そんな心映えも、あいにくな物忌のため、しばらく遠のいている間に、また以前のようにつれなくなるのを私には分かっていた。
その七
そんなあの方の物忌の終わる日を、私は空しく待ったが、夜が更けてもあの方は来なかった。翌朝、道綱が、理由を聞きに出かけていったが、あの方の返事は、急に気分が悪くなり苦しくなったというものだった。私はそんな見え透くような嘘の言葉なら聞かない方がよかった、もっと私の気持ちを労わってくれるような、せめて、「急に差し障りが出来たのでいかれなくなってしまった。もしか都合がついたらすぐ行こうと思っていたので、車の用意もそのままにさせて置いた」くらいのことを言ってくれてもよいものをと、がっかりする。やはり、少しはあの方の心に変化があったかと考えたのは思い過ごしで、相変わらず以前のままだったらしい、と私は思い、そして私だけは少なくとも、山から帰って来てからはもう昔のような自分ではなくなりかけているのだった。
そんなことを考えていると、あの方の妹からの手紙があった。私はその返事に、山に入っても自分のような意気地のない者にはまことに中途半端だったこと、今度という今度ばかりは本当に苦しい思いをしたこと、しかしそのような苦しい思いも、みんなあの方が私に与えたものだと思えば、かえって愛しくて、ある時などは自分から好んでそれを求めたほどだったこと、そういう折々の空けた私にはどうかいたすと、そんな苦しみが無ければないで、かえって一層はかなく、ほとんどわが身があるかないかになってしまいはせぬかと思われるほどだったことを告白した。そして、「ただ、それほどまで私にとっては命の糧にも等しいほどの、その苦しみのお値打にも、それを私にお与え下さっている御当人は少しもお気づきになっていらっしゃいませんようなのですもの。私はそれを、このごろあの方のために何だかお気の毒に思っておりますくらい」と書き送った。
それが済むと私は、「そう、本当に私はもう昔みたいにあの方のためになんぞ苦しむまいとは思わないがよいのだ。いくらあの方からお離れしようとも、もう自分がお離れできない事はよく私にも分かっている筈だろうから」と決心し、自分の切ない心もちを、「あの根を絶たれて、もうすべての葉は枯れ出しながら、しかもまだそのか細い枝は以前のままに他の木の幹にからみついたままでいる、あの蔓草に似ている」と考えた。
その八
それから間もないある夜、あの方がひょっこり私の許へやって来て、この間の言い訳や、他のことを措いても急いでここへ来たことを言った。そんなことを私は以前と違って、おかしいくらいに思って何気なくおもてなしをし、自分でもずいぶん昔とは変わったと思った。さすがにあの方にも、そういった違いがいくらか不安にさせているらしかった。しかし明け方になると、あの方はそれをただの仕事の気がかりをしているかのようにして、帰っていった。
それから数日後、私は、今度伊勢守になった父親が再び近いうちに任国へ下るため、しばらく父親の許で一緒に暮らしたいと考え、あの方には何も知らせずに、ある物静かな家に移った。そうまでしたのに、2、3日後の昼頃、急に南面が物騒がしくなり、突然とあの方が入ってきて、いきなり私の前に立ちはだかり、顔色を変えながら、傍らにあった香や数珠を乱暴に投げ散らかした。私は身じろぎもせずにじっとそれを見ていたが、だんだんとあの方が私のために嫉妬に苦しめられたことが分かってきた。しかし、あの方は自分ではそれには一向気づこうともしないようだった。やっとその乱暴が静まり、急に一時の戯れだったとでもいうように、あの方はいつものように冗談などを言い出した。私も私で、あの方がかりそめにでも、私のために嫉妬に苦しめられたことなどを、あの方には分からせないのが、せめてもの思いやりと思い、さも何事もなかったようにしていた。
その夜は、あの方は私といつになく心をこめて語らい出した。私の方は、そんな事ももう別に嬉しいとは思わずに、只、何もかもすっかりあの方のなすがままになっていた。しかし、そうして明くる朝になって、やっと平生のいかにも颯爽とした姿に立ち返えりながら帰っていこうとするあの方の後ろ姿を、突然、胸のしめつけられるような思いで見入りだしているのは、いつしか私の番になっていた。……

## 登場人物
私
藤原道綱母。一条のほとりに居住。父と妹がいる。
あの方（柏木）
藤原兼家。役所で私の父に先ず真面目とも冗談ともつかずに仄めかしておいて、ある日馬に乗った男に文を持って来させた。私の前にも、通い妻がいて、子供がたくさんいる。私の後にも、小路の女、近江などの通い妻ができた。西の京に居住している妹がいる。
私の父
藤原倫寧。昔気質で、柏木の立派な文にしきりに恐縮がり、娘に返事を書くように促す。陸奥守に任命されて奥州へ下り、10年間ほど、受領として遠近の国々へ行っていた。京へ上っても、四五条のほとり居住し、娘とは別宅。
道綱
私の一人息子。藤原道綱。母思い。
兵衛佐
関白殿の子息。西山にこもっている私を心配し訪ねて来る。
その他の人々
私の家に仕えている古女房など。私の伯母。

## 作品評価・解釈
『かげろふの日記』は、堀辰雄が描こうとしていた「恋する女たちの永遠の姿」を、日本の王朝女流日記文学に見出し執筆した第一作目の作品であるが、依拠とした『蜻蛉日記』の作者で「道綱の母」として語られる女性は、堀の『かげろふの日記』で、新たな光が与えられたと、縄田一男は解説している。
神品芳夫は、堀辰雄がリルケの『マルテの手記』を愛読し、リルケの称揚する「愛に生きる女たち」の生のかたちに最も印象づけられたとし、「愛されることを求めず、愛することに徹して、いつしかその愛が相手を突き抜けて高まってゆく」という生き方をするのが、リルケのいう「理想の女性」であり、その具体例としてリルケが挙げた、サフォー、エロイーズ、『ポルトガル文（ぶみ）』のマイアンネ・アルコフォラド、イタリアの詩人ガスパラ・スタンパなどは、いずれも失恋やその他の不幸に堪えて、愛を保ちつづけた女性ばかりであることを説明している。
そして堀がリルケの作品を通じ、そこに描かれる女たちの生き方に感動して、日本の王朝女流日記の作者たちにもそれに類似した「生のかたち」があることに思い至り、『かげろふの日記』や『姨捨』などの一連の王朝ものが書かれることになったことに言及しつつ、『かげろふの日記』が堀の意に満たないものになってしまったことを自ら告白していることを神品は鑑みて、世評では、堀がリルケに触発され王朝物を書いたとして好評価しているが、そのリルケが堀にもたらした愛の女性のイメージが、堀の内面で膨らみ発展した「未来のロマンの空間の大きさ」に比し、実際に出来上がったものは、その「未来のロマンの空間」にほんのわずか着手したものにすぎなかったのだろうと考察し、その「愛の女性のイメージ」は、のちに執筆される『菜穂子』の方によく生かされていると解説している。
山本裕一は、終盤の章「その七」で「逆転した女の心理」が描かれ、その「別人のやうに」思える女に不安になり、嫉妬に苦しみ乱暴になる男が描かれている「その八」には、『聖家族』にある「どちらが相手をより多く苦しますことが出来るか、私たちは試して見ませう」という言葉に象徴されるような「苦しめ合う愛」のモチーフが見受けられるとしている。また原典の『蜻蛉日記』に見られる「沸騰して逆巻く女の激情怨念」が、堀の『かげろふの日記』では「萎え、冷え」ているという批評 があることにも山本は触れながら、堀のヒロインには、「分析的、自嘲的な、しかし夢みがちな近代的な女性」としての性格設定があるとして、他の評者の分析（ヒロインに客観的、分析的態度があることなど） を鑑みながら解説している。
また山本は、『かげろふの日記』が『菜穂子』の前編『物語の女』（「楡の家」第一部） の続編として構想されたと思われるふしがあることが福永武彦によって指摘されていること を敷衍し、『かげろふの日記』が単に王朝小説の嚆矢ばかりでなく、『聖家族』、『物語の女』、『菜穂子』など、生涯にわたって書き継がれるロマン「菜穂子サイクル」の作品群に繋がる作品だと解説している。
三島由紀夫は書簡形式の自作『みのもの月』が、「王朝日記世界の模写」であり、「日本古典、および堀辰雄によるその現代語訳」から影響を受けた文体の作品だと自作解説し、堀の王朝ものが影響にあったことを示唆している。そして、堀の『かげろふの日記』が、堀の愛した『ユウジェニイ・ド・ゲランの日記』などの女流日記文学の系統に繋がっているように、三島自身もまた同じく、『美徳のよろめき』などの執筆に際して、自身の文学に意識的に王朝女流日記の「隠された熾烈な肉感性」を掘り起こそうとしていたと語り、とりわけ堀の『物語の女』や続編『ほととぎす』が好きで、堀の仕事を意識していたことを述べている。柳川朋美はこれを敷衍し、三島の『みのもの月』と、堀の『かげろふの日記』を論考し、原典にはない堀の最終部の展開が、三島の作品に影響を与えていると指摘し、主人公の女が自分を苦しめた夫を、逆に自分の方が翻弄し、苦しめるようになるという部分の影響関係を解説している。

## おもな刊行本
- 『かげろふの日記』（創元社、1939年6月20日）
  - 収録作品：「七つの手紙」「かげろふの日記」「ほととぎす」
- 文庫版『かげろふの日記・曠野』（新潮文庫、1955年9月）
  - カバー装幀：難波淳郎。解説：丸岡明
  - 収録作品：「七つの手紙」「かげろふの日記」「ほととぎす」「姨捨」「曠野」
- 『純愛――時代小説の女たち』縄田一男編（角川書店、1992年12月20日）
  - 収録作品：田辺聖子「卑弥呼」、三島由紀夫「軽王子と衣通姫」、平林たい子「額田女王」、黒岩重吾「別離」、杉本苑子「海の翡翠」、南条範夫「花の色は」、堀辰雄「かげろふの日記」、円地文子「紫式部」、永井路子「右京局小夜がたり」、陣出達朗「一矢雲上」、滝口康彦「その名は常盤」、平岩弓枝「日野富子」